# Лагуна-Хилс
Лагуна-Хилс (англ. Laguna Hills) — город в округе Ориндж в штате Калифорния в Соединённых Штатах Америки.
Согласно данным переписи населения США 2020 года число жителей города 
составляло 31 374 человека, что, для такого небольшого населённого пункта, существенно больше (+ 3.4%), чем было во время предыдущей переписи проводившейся в 2010 году (30 344 человека).

## История
После обретения Мексикой независимости от Испании в 1821 году, тем, кто служил в правительстве или имел друзей во власти, были предоставлены обширные земли в этом районе для выпаса скота. Фермеров в этом районе становилось все больше и, в числе прочих, был заложен и Лагуна-Хилс.
Образовательное учреждение Laguna Hills High School неоднократно удостаивалось званий «Национальная школа с голубой лентой» и «Выдающаяся школа Калифорнии».

## География
Согласно данным Бюро переписи населения США, общая площадь города составляет 6,7 квадратных мили (17 км2) из которых 6,7 квадратных мили (17 км2) — это суша, а 0,025 квадратных мили (0,065 км2 0,37%) приходится на водную поверхность.